# Отважное (Крым)
Отва́жное (до 1948 года Кашка́-Чокра́к; укр. Відважне, крымскотат. Qaşqa Çoqraq, Къашкъа Чокъракъ) — село Кировского района Республики Крым, в составе Первомайского сельского поселения (согласно административно-территориальному делению Украины — Первомайского сельсовета Автономной Республики Крым).

## Население
| 2001 | 2014 |
| ---- | ---- |
| 542  | ↘486 |

Всеукраинская перепись 2001 года показала следующее распределение по носителям языка:
| Язык             | Процент |
| ---------------- | ------- |
| русский          | 67.34   |
| крымскотатарский | 22.51   |
| украинский       | 8.12    |
| белорусский      | 1.11    |
| другие           | 0.18    |

### Динамика численности
| - 1805 год — 111 чел. - 1864 год — 150 чел. - 1889 год — 168 чел. - 1892 год — 0 чел. - 1900 год — 0 чел. - 1915 год — 76/0 чел. | - 1926 год — 35 чел. - 1939 год — 118 чел. - 1989 год — 634 чел. - 2001 год — 542 чел. - 2009 год — 603 чел. - 2014 год — 486 чел. |

## Современное состояние
На 2017 год в Отважном числится 7 улиц и 1 переулок; на 2009 год, по данным сельсовета, село занимало площадь 57,5 гектара на которой, в 196 дворах, проживало 603 человека. В селе действует отделение почты России.

## География
Отважное расположено на юге района, у подножия хребта Узун-Сырт и горы Коклюк, высота центра села над уровнем моря — 127 м. Райцентр Кировское — примерно в 27 километрах (по шоссе), ближайшая железнодорожная станция — Феодосия — около 18 километров. Транспортное сообщение осуществляется по региональным автодорогам 35Н-195 Первомайское — Отважное и 35Н-198 от шоссе 35К-003 Симферополь — Феодосия до Отважного (по украинской классификации — С-0-10506 и С-0-10509).

## История
Недалеко от села, в сторону аэроклуба, экспедицией Марка Крамаровского ведутся раскопки поселения конца XVII века.

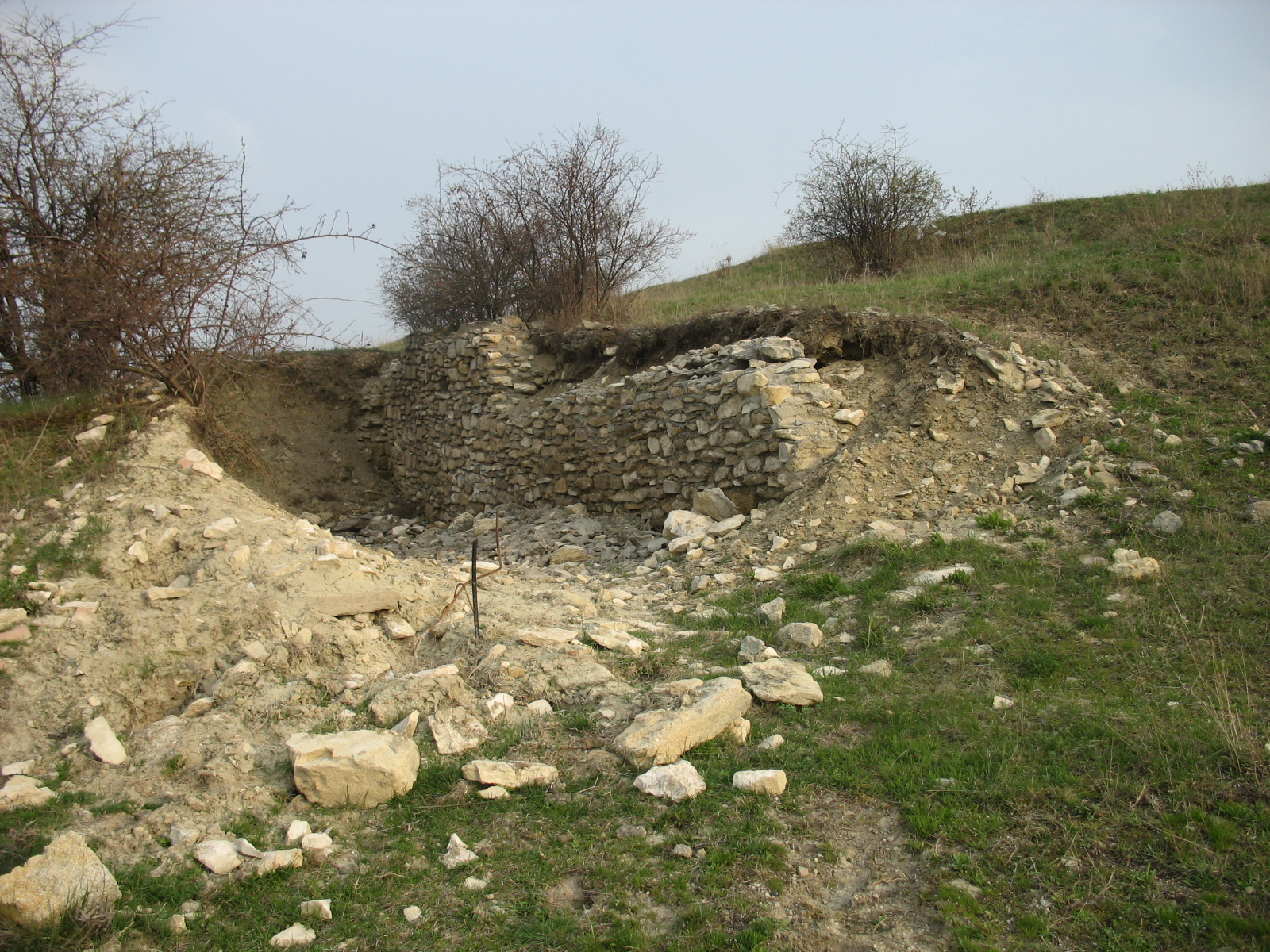
Раскопки поселения конца XVII века

Первое документальное упоминание села встречается в Камеральном Описании Крыма… 1784 года, судя по которому, в последний период Крымского ханства Кабакташ входил в Беш Кабакский кадылык Кефинского каймаканства. После присоединения Крыма к России (8) 19 апреля 1783 года, (8) 19 февраля 1784 года, именным указом Екатерины II сенату, на территории бывшего Крымского Ханства была образована Таврическая область и деревня была приписана к Левкопольскому, а после ликвидации в 1787 году Левкопольского — к Феодосийскому уезду Таврической области. После Павловских реформ, с 1796 по 1802 год, входила в Акмечетский уезд Новороссийской губернии. По новому административному делению, после создания 8 (20) октября 1802 года Таврической губернии, Кашка-Чокрак был включён в состав Байрачской волости Феодосийского уезда.
По «Ведомости о числе селений, названиях оных, в них дворов… состоящих в Феодосийском уезде от 14 октября 1805 года», в деревне Кашка-Чокрак числилось 17 дворов и 111 жителей (крымских татар). На военно-топографической карте генерал-майора Мухина 1817 года деревня Кашка-чокрак обозначена с 16 дворами. После реформы волостного деления 1829 года Халика-Чокрак, согласно «Ведомости о казённых волостях Таврической губернии 1829 года», отнесли к Учкуйской волости (переименованной из Байрачской). На карте 1836 года в деревне 14 дворов. Затем, видимо, вследствие эмиграции крымских татар в Турцию, деревня заметно опустела, и на карте 1842 года Кошка-Чокрак обозначен условным знаком «малая деревня», то есть, менее 5 дворов.
В 1860-х годах, после земской реформы Александра II, деревню приписали к Салынской волости. Согласно «Списку населённых мест Таврической губернии по сведениям 1864 года», составленному по результатам VIII ревизии 1864 года, Кашка-Чокрак — владельческая греческая деревня с 30 дворами и 150 жителями «при речке Кашка-Чокрак», видимо, уже заселённая румелийскими греками, беженцами из Османской империи. По обследованиям профессора А. Н. Козловского начала 1860-х годов, в селении «…имелась пресная вода в изобилии из горных родников и ручьёв». На трёхверстовой карте Шуберта 1865—1876 года в деревне Кошка-Чокрак обозначено 9 дворов. По «Памятной книге Таврической губернии 1889 года», по результатам Х ревизии 1887 года, в деревне Кошка-Чокрак числился 31 двор и 168 жителей.
После земской реформы 1890-х годов деревня осталась в составе преобразованной Салынской волости. По «…Памятной книжке Таврической губернии на 1892 год» в Кошка-Чокраке, не входившей ни в одно сельское общество, жителей и домохозяйств не числилось. На верстовой карте Крыма 1896 года селение не обозначено. В «…Памятной книжке Таврической губернии на 1900 год» Кошка-Чокрак записан без приведения каких-либо данных. По Статистическому справочнику Таврической губернии. Ч.II-я. Статистический очерк, выпуск пятый Феодосийский уезд, 1915 год, в селе Ахмелез (Кошка-Чокрак) Салынской волости Феодосийского уезда числилось 13 дворов (все дворы с землёй) с греческим населением в количестве 76 человек приписных жителей, из которых 42 мужчины и 34 женщины. Жители владели 1330 десятинами удобной земли. В хозяйствах имелось 80 лошадей, 135 волов, 26 коров и 492 головы овец, свиней, или коз.
После установления в Крыму Советской власти, по постановлению Крымревкома от 8 января 1921 года была упразднена волостная система и село вошло в состав вновь созданного Старо-Крымского района Феодосийского уезда, а в 1922 году уезды получили название округов. 11 октября 1923 года, согласно постановлению ВЦИК, в административное деление Крымской АССР были внесены изменения, в результате которых округа ликвидировались и Старо-Крымский район стал самостоятельной административной единицей. Декретом ВЦИК от 04 сентября 1924 года «Об упразднении некоторых районов Автономной Крымской С. С. Р.» Старо-Крымский район был упразднён и село включили в Феодосийский район. Согласно Списку населённых пунктов Крымской АССР по Всесоюзной переписи 17 декабря 1926 года, в селе Кошка-Чокрак, Изюмовского сельсовета Феодосийского района, числилось 11 дворов, все крестьянские, население составляло 35 человек, все русские. Постановлением ВЦИК «О реорганизации сети районов Крымской АССР» от 30 октября 1930 года из Феодосийского района был выделен (воссоздан) Старо-Крымский район (по другим сведениям 15 сентября 1931 года) и село включили в его состав. По данным всесоюзной переписи населения 1939 года в селе проживало 118 человек.

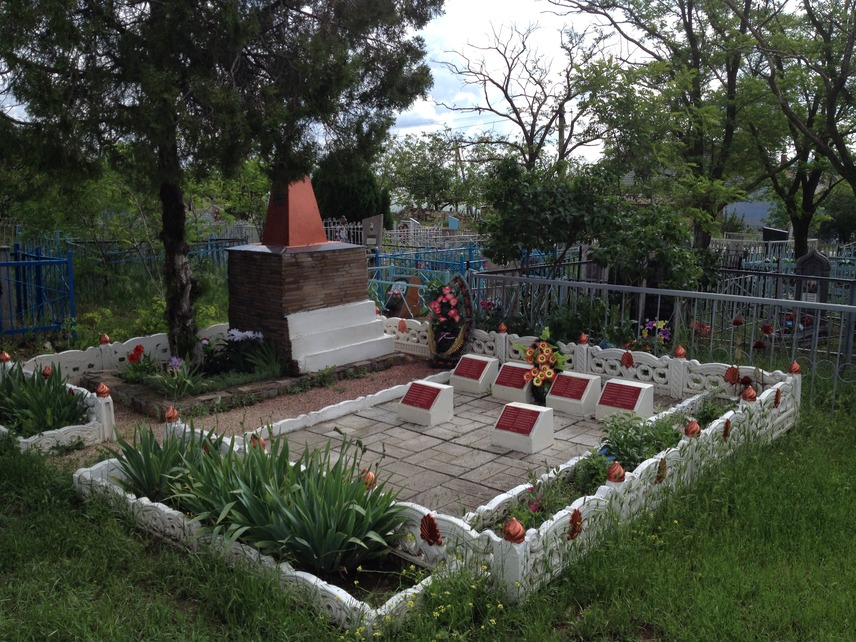
Братская могила советских воинов.

В годы Великой Отечественной войны, в период проведения Феодосийской десантной операции 16 января 1942 года в районе села Кашка-Чокрак вели боевые действия части 384-го полка 157-й стрелковой дивизии 44-й армии. Погибшие 45 бойцов (1 неизвестен) были похоронены в братской могиле на сельском кладбище. Постановлением Совета министров Республики Крым № 627 от 20 декабря 2016 года отнесённый к категории объектов культурно-исторического наследия России регионального значения.
В 1944 году, после освобождения Крыма от фашистов, 12 августа 1944 года было принято постановление № ГОКО-6372с «О переселении колхозников в районы Крыма» и в сентябре того же года в село приехали первые переселенцы, 1268 семей, из Курской, Тамбовской и Ростовской областей, а в начале 1950-х годов последовала вторая волна переселенцев. С 1954 года местами наиболее массового набора населения стали различные области Украины. С 25 июня 1946 года Кошка-Чокрак в составе Крымской области РСФСР. Указом Президиума Верховного Совета РСФСР от 18 мая 1948 года, Кошка-Чокрак переименовали в Отважное. В 1949 году местное хозяйство включили в укрупненный колхоз им. Калинина. 26 апреля 1954 года Крымская область была передана из состава РСФСР в состав УССР. После ликвидации в 1959 году Старокрымского района село переподчинили Кировскому. На 15 июня 1960 года село числилось в составе Изюмовского сельсовета. Указом Президиума Верховного Совета УССР «Об укрупнении сельских районов Крымской области», от 30 декабря 1962 года Кировский район был упразднён и село присоединили к Белогорскому. В новом районе оказалось 2 колхоза им. Калинина, поэтому колхоз переименовали в «Старокрымский». 1 января 1965 года, указом Президиума ВС УССР «О внесении изменений в административное районирование УССР — по Крымской области», вновь включили в состав Кировского. 24 июня 1965 года колхоз «Старокрымский» преобразован в совхоз. На 1 января 1968 года Отважное уже в Первомайском сельсовете. По данным переписи 1989 года в селе проживало 634 человек. С 12 февраля 1991 года село в восстановленной Крымской АССР, 26 февраля 1992 года переименованной в Автономную Республику Крым. С 21 марта 2014 года — в составе Республики Крым России.

## Достопримечательности
- В 2 км от Отважного на хребте Узун-Сырт находится аэроклуб (Центр планерного спорта «Коктебель»). Здесь несколько раз в году проходят различные лётные соревнования (дельтапланеристов, парапланеристов, авиамоделистов)[71].
- У поворота на село по трассе Симферополь — Феодосия находилась одна из сохранившихся в Крыму екатерининских миль (были установлены по пути следования Екатерины II через каждые 10 вёрст). В настоящее время демонтирована и перевезена в исторический музей в Старом Крыму.
- На вершине горы Коклюк установлена ротонда «Звездопад воспоминаний»[72].